# Dennis Marshall
Dennis Marshall (9. august 1985 – 23. juni 2011), var en costaricansk professionel fodboldspiller, som blandt andet spillede for AaB samt det costaricanske landshold, hvor han i 2009 debuterede. Før han kom til AaB, spillede han for den costaricanske klub CS Herediano.
Han scorede sit første mål for AaB mod Lyngby BK i den første Superligakamp i 2010/2011-sæsonen.

## Død
Marshall og hans kone, Meilyn Arianna Masis Castro, blev dræbt i en trafikulykke på en bjergside i hans hjemland, Costa Rica, d. 23. juni 2011. Dette skete blot 5 dage efter, at han havde scoret sit første mål for Costa Ricas landshold.
Nyheden om hans død skabte stor sorg i hans hjemland, hvor præsidenten for Costa Rica, Laura Chinchilla, på nationalt tv udtrykte sin sorg og medfølelse for Marshall og Ariannas efterladte.